# مدینه شویکینا
مدینه شویکینا (قزاقی: Мадина Шойкина؛ زادهٔ ۳۱ ژانویهٔ ۱۹۸۶) بازیکن فوتبال اهل قزاقستان است.
وی همچنین در تیم ملی فوتبال زنان قزاقستان بازی کرده‌است.